# Famille Passerin
La casa Passerin est une famille noble d'origine florentine remontant au XIIIe siècle qui, à la suite de la lutte entre les guelfes et gibelins s'est déplacée en Vallée d'Aoste.

## Histoire
Les chevaliers Pierre et Jean Passerin prirent part à la campagne des Flandres et, en 1556, le prince Emmanuel-Philibert de Savoie confirma la noblesse de leur famille et lui attribua plusieurs domaines féodaux. Les branches dans lesquelles elle se divisa furent : les Passerin de Brissogne, les Passerin de Fornet, les Passerin d'Escalier et les Passerin d'Entrèves (en Vallée d'Aoste), et les Passerin Ferrare (dans le Canavais).
Parmi les Passerin d'Entrèves figurent de nombreux hommes illustres valdôtains, notamment des syndics de la cité d'Aoste et des conseillers des Commis.
Des 215 familles nobles citées par l'historien Jean-Baptiste de Tillier, dans son Nobiliaire du Duché d'Aoste, c'est l'unique famille valdôtaine, restée en Vallée d'Aoste et encore inscrite au Corps de la Noblesse italienne.
Alessandra Passerin d'Entrèves et Courmayeur se marie, en 1993, avec Jacques-Emmanuel de Crussol d'Uzès, 17e et actuel duc d'Uzès.

## Possessions
- Château Passerin d'Entrèves (Châtillon)
- Château Passerin d'Entrèves (Châtillon)
- Château Passerin d'Entrèves (Saint-Christophe)

## Personnalités
- Alexandre Passerin d'Entrèves
- Hector Passerin d'Entrèves